# Silnice II/410
Silnice II/410 je česká silnice II. třídy na západní Moravě, která vede z Třebíče přes Želetavu a Jemnici na turistický hraniční přechod Hluboká / Schaditz. Je dlouhá 50,5 km. Prochází dvěma kraji a třemi okresy, na trase třikrát překonává krajskou hranici. Koncový úsek z Rancířova na státní hranici není vždy jako II/410 značen.

## Stavby
V roce 2021 byla opravena silnice od Menhartic k hranici kraje Vysočina. V roce 2023 byl v Jemnici opraven most silnice II/410.

## Vedení silnice
(* peážní křížení)

### Kraj Vysočina

#### Okres Třebíč
- Třebíč (křiž. I/23) – ul. Koželužská
- Stařeč (křiž. III/4101, III/4102)
- Čechočovice (křiž. III/4106)
- Rokytnice nad Rokytnou (křiž. III/4056, III/4107)
- Římov (křiž. III/4109)
- odb. Čáslavice (křiž. III/41010)
- Bítovánky (křiž. III/41011)
- Želetava (křiž. I/38*, II/112)

#### Okres Jihlava
- Krasonice (křiž. III/11271)
- Knínice (křiž. III/41012)

### Jihočeský kraj

#### Okres Jindřichův Hradec
- Budeč (křiž. II/151*, III/41013)

### Kraj Vysočina

#### Okres Třebíč
- Chotěbudice (křiž. III/15222)
- odb. Louka (křiž. III/41014)
- Jemnice (křiž. II/408*, II/152*, III/41015, III/41017)
- Menhartice (křiž. III/41019)
- odb. Lovčovice (křiž. III/41020)

### Jihočeský kraj

#### Okres Jindřichův Hradec
- Plačovice
- Dešná (křiž. III/40810, III/41023)
- Rancířov (křiž. II/409)
- Hluboká

### hraniční přechod CZ / A
- otevřen pro pěší, cyklisty, jezdce na koních
- navazuje rakouská silnice L8078 směr Großau (L52) a dále Raabs an der Thaya